# Refroidis
Pour plus de détails, voir Fiche technique et Distribution.
Refroidis (Kraftidioten) est un drame norvégien d'Hans Petter Moland sorti en 2014.

## Synopsis
Nils (Stellan Skarsgård) est conducteur de chasse-neige en Norvège. Un jour, son fils est retrouvé mort d'une overdose d'héroine. Convaincu que son fils n'était pas un toxicomane, Nils commence ses propres recherches. Bientôt, il comprend que son fils a été tué par un gang de criminels. Il se lance alors dans une vengeance sanglante, tuant les meurtriers de son fils après avoir entendu leurs confessions. Ces dernières informations vont le mener en haut de la hiérarchie, mais son intervention a provoqué une guerre entre gangs.

## Fiche technique
- Titre original : Kraftidioten
- Titre français : Refroidis
- Titre québécois :
- Réalisation : Hans Petter Moland
- Scénario : Kim Fupz Aakeson
- Direction artistique : Jørgen Stangebye Larsen
- Décors :
- Costumes :
- Montage : Jens Christian Fodstad
- Musique : Brian Batz, Kaspar Kaae et Kåre Vestrheim
- Photographie : Philip Øgaard
- Son :
- Production : Finn Gjerdrum et Stein B. Kvae
- Sociétés de production : Film i Väst et Paradox Film
- Sociétés de distribution :  : Nordisk Film
- Budget :
- Pays d’origine :  Norvège
- Langue originale : Norvégien/Suédois/Danois
- Format : couleur - 2,35:1 - son Dolby numérique
- Genre : Comédie noire, action, thriller et film de gangsters
- Durée : 115 minutes
- Dates de sortie : 
  -  Allemagne : 10 février 2014 (Berlinale 2014)
  -  Norvège : 21 février 2014

## Distribution
- Stellan Skarsgård : Nils Dickman
- Bruno Ganz : « Papa »
- Pål Sverre Valheim Hagen: «Greven» Ole Forsby
- Kristofer Hivju : « Strike »
- Birgitte Hjort Sørensen	: Marit
- Sergej Trifunovic : Nebojsa
- Goran Navojec : Stojan
- Jakob Oftebro : Aron Horowitz

## Distinctions

### Récompenses
- Festival international du film policier de Beaune 2014 : Grand prix et Prix spécial police

### Nominations et sélections
- Festival du film de Tribeca 2014

## Remake
Le film est adapté par le même réalisateur pour le marché américain avec Liam Neeson dans le rôle principal : Sang froid (Cold Pursuit) sort en 2019.